# Taraxacum patens
Taraxacum patens — вид квіткових рослин з родини айстрових (Asteraceae). Вид зростає в Європі: Фінляндія, Польща, Швеція; це багаторічна рослина помірних біомів.